# Мунте аф Моргенштирн, Бредо Хенрик фон
Бредо Хенрик фон Мунте аф Моргенштирн (норв. Bredo Henrik von Munthe af Morgenstierne den eldre; 27 сентября 1774, Дания — 3 июня 1835, Норвегия) — датско-норвежский юрист и политик. Первый генеральный прокурор Норвегии с 1816 по 1820 год.

## Биография
Представитель датско-норвежской дворянской семьи. Изучал право в Копенгагенском университете.
В 1800 году стал заседателем Апелляционного суда Копенгагена, и в 1802 году — юристом Верховного суда страны. В 1804 году был уволен за формальную ошибку. Затем зарабатывал на жизнь скрипачом в Германии. Участник Наполеоновских и Революционных войн. Переехал в Норвегию в 1806 году и в 1814 году работал на норвежской государственной службе, с 1816 по 1820 год занимал должность генерального прокурора Норвегии, с 1820 г. — магистрат. На посту Генерального прокурора его сменил Йонас Антон Хильм.
Внёс на родине заметный вклад как политик.